# Bitis caudalis
Bitis caudalis este o specie de șerpi din genul Bitis, familia Viperidae, descrisă de Smith 1849. Conform Catalogue of Life specia Bitis caudalis nu are subspecii cunoscute.